# Joseph Girard (homme politique canadien)
Pour les articles homonymes, voir Girard et Joseph Girard.
Joseph Girard, né le 2 août 1853 à Saint-Urbain et mort le 30 mars 1933 à Saint-Gédéon, un agriculteur et homme politique fédéral et provincial du Québec.

## Biographie
Né à Saint-Urbain dans le Canada-Est, il devient député du Parti conservateur du Québec dans la circonscription provinciale de Lac-Saint-Jean en 1892. Réélu en 1897, il ne se représente pas en 1900.
Élu député du Parti conservateur dans la circonscription fédérale de Chicoutimi—Saguenay en 1900, il est réélu en 1904, 1908 et en 1911. Il est défait par le libéral Edmond Savard en 1917 et en 1921.
Le fonds d'archives de Joseph Girard est conservé au centre d'archives du Saguenay de Bibliothèque et Archives nationales du Québec.